# Seroprofilaktyka
Seroprofilaktyka (ang. seroprophylaxis) – w medycynie, stosowanie surowicy odpornościowej, by zapobiec chorobie.